# Władysław Ziobro
Władysław Ziobro (ur. 20 maja 1891 w Bobrowej, zm. 19 czerwca 1965 w Nowym Jorku) – żołnierz armii austriackiej, podoficer Wojska Polskiego w II Rzeczypospolitej i Polskich Sił Zbrojnych, kawaler Orderu Virtuti Militari.

## Życiorys
Urodził się w rodzinie Józefa i Zofii z Pietrzyków. Absolwent szkoły ludowej. W 1911 wcielony do armii austriackiej i w jej szeregach walczył na froncie wschodnim I wojny światowej.
W 1918 ochotniczo wstąpił do odrodzonego Wojska Polskiego i dostał przydział do 9 pułku Ułanów Małopolskich. Walczył na froncie polsko-bolszewickim i za bohaterstwo w walce odznaczony został Krzyżem Srebrnym Orderu Virtuti Militari.
Po wojnie zdemobilizowany, prowadził gospodarstwo rolne w osadzie wojskowej Ułańska Dola na Wołyniu. 
W 1939 powtórnie zmobilizowany, walczył w kampanii wrześniowej i dostał się do sowieckiej niewoli. W 1942 wstąpił do Armii Andersa.
W 1947 zdemobilizowany, wyjechał do Stanów Zjednoczonych. Zmarł w Nowym Jorku, a pochowany został na St. Raymond Cemetery.
Był żonaty z Anną z Potapów, syn Władysław (ur. 1929).

## Ordery i odznaczenia
- Krzyż Srebrny Orderu Virtuti Militari nr 3672 – 26 stycznia 1922[3]